# Varta
Varta (poljsko Warta) je z 808 kilometri tretja najdaljša reka na Poljskem (daljši sta Visla in Odra), desni pritok Odre. Njeno porečje obsega 54.529 km², vse na Poljskem. Izvira v kraju Zawiercie. Največja mesta ob reki so Čenstohova, Poznanj in Gorzów Wielkopolski.